# Едгар Алън По
Едгар Алън По (на английски: Edgar Allan Poe) е американски писател, поет, редактор и литературен критик, считан за представител на американския романтизъм. Създател е на детективския жанр в литературата. 
Той е известен най-вече със своите мрачни и зловещи разкази, изпълнени с мистерии (виж макабра), и е сред първите американски писатели, които пишат произведенията си под формата на разкази. Неговото творчество спомага за възникването по-късно на научната фантастика като жанр. Едгар Алън По е първият известен американски писател, който се опитва да изкара прехраната си само чрез писателска дейност. Това обаче довежда до финансови затруднения в живота му.
Родителите му умират, когато той е невръстно дете. Отгледан е от Джон и Франсис Алън от Ричмънд, Вирджиния, но не е осиновен от тях. След като учи за кратко във Вирджинския университет и прави опити за военна кариера, решава да се отдаде на писателска кариера, която започва скромно с малката стихосбирка „Тамерлан и други поеми“ (1827 г.), подписана анонимно – „от жител на Бостън“.
После сменя фокуса си от поезия към проза и прекарва следващите няколко години, работейки за литературни списания и вестници. Неговата работа го принуждава постоянно да се мести. Той живее в Балтимор, Филаделфия и Ню Йорк. В Балтимор през 1835 година сключва брак с 13-годишната си братовчедка Вирджиния Елиза Клем По. През януари 1845 г. огромен успех му носи поемата „Гарванът“. 2 г. по-късно, на 30 януари 1847 г., съпругата му Вирджиния умира от туберкулоза. На 7 октомври 1849 г. Едгар Алън По умира на 40-годишна възраст. Причините за неговата смърт и до днес остават неизяснени.
Писателят оказва силно и значително влияние както върху американската и световната литература, така и върху космологията и криптографията. На базата на неговото творчество са създадени редица музикални произведения, филми, видео игри и други. Днес някои от местата, където е живял, са превърнати в музеи.

## Биография

### Ранни години и образование
Роден е в Бостън в щата Масачузетс на 19 януари 1809 г. под името Едгар По̀. Той е второто дете в семейството на театралните актьори Дейвид и Елиза По и има по-голям брат Уилям Хенри Леонард По и по-малка сестра Розали По. Вероятно е кръстен на героя Едгар от Шекспировата пиеса „Крал Лир“, в която родителите му участват през 1809 г. Бащата на По – Дейвид, изоставя семейството през 1810 г. Една година по-късно Елиза По умира от туберкулоза. Останал сирак на 3-годишна възраст, малкият Едгар е приютен в дома на Джон Алън, преуспял шотландски търговец на тютюн, платове, пшеница, роби и дори надгробни плочи, от Ричмънд, Вирджиния. Семейството на Джон Алън де факто изпълнява ролята на негово приемно семейство и макар никога да не го осиновяват официално, те му дават името Едгар Алън По.
Едгар е кръстен като протестант в Епископалната църква през 1812 г. През 1815 г. цялото семейство Алън, включително съпругата му Франсис Валентин Алън и Едгар, предприема плаване до Англия. За кратък период през същата година Едгар учи в „граматическото училище“ (от англ. grammar school – реномирано начално училище с изучаване на латински език) в Ървин, Шотландия (където е роден Джон Алън) и след това се прибира при семейството си в Лондон през 1816 г. До лятото на 1817 г. той учи в пансионно училище в лондонския квартал Челси, а след това е приет в училището на преподобния Джон Брансби в Стоук Невингтън, намиращ се тогава на около 6 км (4 мили) от Лондон. Брансби е споменат като герой в разказа Уилям Уилсън.
По̀ се завръща заедно с приемното си семейство в Ричмънд през 1820 г. През 1825 Уилям Галт – чичо и бизнес благодетел на Джон Алън, който по това време е известен и като най-богатият човек в Ричмънд, умира и оставя на Алън няколко акра земя от имението си в града. Наследството е оценено на 750 000 долара. През лятото на 1825 г. Алън отпразнува богатството си със закупуването на двуетажна тухлена сграда, наречена „Молдова“.
Едгар има връзка със Сара Елмира Ройстер и вероятно тайно се сгодява с нея, но бащата на Сара впоследствие изгаря всички писма от По̀ и не дава своето съгласие за техния брак.
През февруари 1826 г. Едгар се записва в създадения преди една година Вирджински университет с намерението да учи чужди езици. В първите си години университетът затвърдява идеалите на своя основател, Томас Джеферсън – съществуват строги правила срещу хазарта, конете, оръжията, тютюна и алкохола, но те често не биват спазвани. Джеферсън разпорежда влизането в сила на система за студентско самоуправление, позволяваща на студентите да изберат своите учебни дисциплини, да уредят сами своето изхранване и да докладват на преподавателите в университета за всякакви нарушения. Тази невиждана дотогава система е твърде хаотична и голяма част от студентите напускат университета преждевременно.
По онова време По̀ загубва връзка със Сара Ройстер и постепенно се отчуждава от своя втори баща покрай хазартните си дългове. Той има претенции, че Алън не му е дал достатъчно пари, за да се запише за курсовете, да закупи учебници и да обзаведе общата спалня, която ползва. Алън праща още пари и дрехи, но дълговете на По̀ се увеличават и след една година той напуска университета. Чувствайки, че няма да бъде добре дошъл в Ричмънд, особено след като неговата любима Сара Ройстер се омъжва за Александър Шелтън, По̀ отпътува за Бостън през април 1827 г. Там той се издържа с временна работа като чиновник и журналист По това време започва да използва псевдонима „Хенри Льо Рене“.

### Военна кариера
Неспособен да се издържа сам, По постъпва в армията като редник на 27 май 1827 г. По това време Едгар е само на 18, а изискването за служене в армията е навършено пълнолетие (21 години). За да заобиколи ограничението във възрастта, той се представя за 22-годишен и използва името „Едгар Алън Пери“. В началото служи във Форт Индипендънс (Fort Independence) на бостънското пристанище за 5 долара на месец. През същата година публикува първата си книга – стихосбирка от 40 страници, озаглавена „Тамерлан и други стихове“ и подписана „от жител на Бостън“. Отпечатани са само 50 бройки. Книгата не е удостоена с каквото и да е внимание от читателите или от критиката.
На 8 ноември 1828 г. полкът на По е преместен във Форт Мултри в Чарлстън, Южна Каролина. По е повишен в „техник“, който приготвя снарядите за артилерията, с което месечната му заплата се удвоява. След като две години по-късно достига чин „старши сержант от артилерията“ (най-високия войнишки чин), той започва да търси начин да приключи преждевременно 5-годишния си договор с армията. Разкрива истинското си име и останалите обстоятелства на командния си офицер, лейтенант Хауърд, който единствен може да го уволни, ако Джон Алън се съгласи. Хауърд пише писмо на Алън, но след няколко месеца без отговор е решено, че молбата е била игнорирана. Алън не уведомява По и за болестта на приемната му майка. Франсис Алън умира на 28 февруари 1829 г., а По идва в дома си ден след погребението. Вероятно омекнал след смъртта на съпругата си, Джон Алън се съгласява да подкрепи опитите на Едгар Алън По да бъде уволнен по-рано, за да си уреди длъжност във Военната академия на Съединените щати в Уест Пойнт По най-сетне е уволнен на 15 април 1829 г.
Преди да отиде в Уест Пойнт, писателят се връща за кратко в Балтимор при неговата овдовяла леля Мария Клем, дъщеря ѝ Вирджиния Елиза Клем (първа братовчедка на По), брат му Хенри и неговата баба Елизабет Кайрнес По. През това време той публикува втората си книга, „Ал Араф, Тамерлан и други стихове“ в Балтимор през 1829.
По пътува до Уест Пойнт и става кадет на 1 юли 1830 г. През октомври 1830 г. Джон Алън сключва брак с втората си съпруга – Луис Патерсън. Бракът и кавгите с Едгар за извънбрачните деца на Джон Алън го карат в крайна сметка да изостави своя доведен син. Скоро след това По решава умишлено да напусне Уест Пойнт, за да бъде даден на военен съд, което и се случва. На 8 февруари 1831 г. той е осъден за грубо пренебрегване на дълга и неподчинение на заповеди, за отказите му да участва в учебния процес и да посещава църквата. По тактически пледира невинен, за да предизвика уволнението си, знаейки че при всички случаи ще бъде обявен за виновен.
Едгар отива в Ню Йорк през февруари 1831 г., където издава трети том с поезия с лаконичното заглавие „Поеми“. Книгата е финансирана от кадетите в Уест Пойнт, като много от тях спомагат с по 75 цента за каузата и в крайна сметка събраната сума достига 170 долара. Те може би са очаквали осмиващи, сатирични творби за командирите, каквито По е писал в академията. Книгата е отпечатана като второ издание и включва страница с посвещение към кадетите, дарили пари за издаването. Стихосбирката отново включва дългите поеми „Тамерлан“ и „Ал Араф“, но също и шест неиздавани дотогава, включващи „На Елена“, „Израфел“ и „Градът в морето“.

### Писателска кариера
След смъртта на своя брат, По започва най-ранните си опити да създаде своята кариера като писател. За жалост това са едни най-трудните времена за американското издаване. Едгар Алън По е първият известен американец, опитал се да се препитава само от своите творби, но е затруднен от липсата на интернационално авторско право. Издателите по-често издават британски творби без разрешение на авторите им, отколкото да плащат за нови американски творби. Индустрията също е в лошо състояние поради Паниката от 1837 г. Въпреки голямото издаване на вестници по това време, подпомогнато от новата технология, повечето от тях са на пазара за кратко и успяват да издадат само няколко броя, а издателите често отказват да плащат на своите писатели или им плащат много по-късно от обещаното. По време на всички свои опити да създаде успешна писателска кариера Едгар постоянно се принуждава да моли унизително за пари до края на живота си.
След своите ранни опити в поезията, По обръща вниманието си към прозата. Той издава няколко разказа и започва работа по своята единствена пиеса – „Политик“. През октомври 1833 е награден от „Сатърдей Визитър“ (Saturday Visitor), балтиморски вестник, за своя разказ „Писмо в бутилка“. Този разказ впечатлява Джон П. Кенеди, заможен балтиморец. Той помага на По да публикува други свои разкази и го запознава с Томас Л. Уайт, редактор на „Саутърн Литерари Месинджър“ в Ричмънд. Едгар става помощник редактор на списанието през август 1835, но е уволнен след няколко седмици, защото неколкократно идва пиян на работа. Връщайки се в Балтимор, По тайно се жени за своята братовчедка Вирджиния на 22 септември 1835. Тогава тя е на 13 години, въпреки че на брачния договор е записана като 21-годишна. Писателят се връща в Ричмънд заедно с Вирджиния и майка ѝ, след като отново е назначен на работа от Уайт, обещавайки добро поведение. Той остава на този пост до януари 1837. По време на този период Едгар твърди, че тиражът на „Саутърн Литерари Месинджър“ е скочил от 700 до 3500 бройки. Той публикува няколко поеми, рецензии на книги, критика и разкази. На 16 май 1836 писателят официално се жени за Вирджиния в Ричмънд.
Романът „Историята на Артър Гордън Пим“ е публикуван през 1838 и получава голямо внимание от литературната критика. През лятото на 1839 По става помощник редактор на „Бъртънс Джентълменс Мегъзин“ (Burton's Gentleman's Magazine). Публикува голям брой статии, разкази и рецензии, увеличавайки своята репутация на точен критик, създадена в „Саутърн Литерари Месинджър“. През същата година е публикуван сборникът от разкази в два тома „Истории за гротеската и арабеската“, въпреки че По изкарва малко пари от него и получава смесени рецензии. Едгар напуска „Бъртънс Джентълменс Мегъзин“ след около година и открива нова работа като помощник в „Греъмс Мегъзин“ (Graham's Magazine).
През юни 1840 По публикува проспект, обявявайки своите намерения да започне свое собствено списание, наречено „Перото“. Първоначално Едгар избира името „Писалката“, защото смята да го започне във Филаделфия, Пенсилвания (на английски думата „писалка“ е „pen“). На 6 юни 1840 По купува рекламно място в „Филаделфияс Сатърдей Ивнинг Пост“ (Philadelphia's Saturday Evening Post), за да публикува своя проспект. Там пише: „Проспект за списание „Писалка“, месечно литературно списание, редактирано и издавано в бъдеще в град Филаделфия от Едгар А. По.“ Списанието всъщност никога не бива издадено преди смъртта на Едгар. По това време той се опитва да си подсигури позиция в новото правителство, оглавено от Джон Тайлър, като твърди, че е член на либералната политическа партия Виги. Надява се да бъде назначен в митницата във Филаделфия с помощ от Робърт Тайлър, син на президента Тайлър, познат на приятеля на Едгар – Фредерик Томас. По не успява да дойде на среща с Томас, за да обсъдят назначението му в средата на септември 1842, твърдейки, че е болен, въпреки че Томас вярва, че е пиян. Макар че назначението му е обещано, всички постове вече са заети от други.
Една вечер през януари 1842 г. Вирджиния получава първите признаци на туберкулоза, докато пее и свири на пиано. По го описва като прекъсване на кръвоносен съд в гърлото ѝ. Тя се възстановява частично. Едгар започва да пие повече, заради стреса от болестта на своята любима. Той напуска „Греъмс Мегъзин“ и се опитва да намери нова работа. За известно време се мъчи да получи правителствен пост. Връща се в Ню Йорк, където работи за кратко в „Ивнинг Мирър“ (Evening Mirror) преди да стане редактор на „Бродуей Джърнъл“ (Broadway Journal), а по-късно и единствен собственик. Писателят се отчуждава по това време от другите си колеги, като публично обвинява Хенри Уадсуорт Лонгфелоу в плагиатство, въпреки че Лонгфелоу не отговаря на обвинението. На 29 януари 1845 се появява поемата „Гарванът“ в „Ивнинг Мирър“ и става всеизвестна сензация. Въпреки че това прави името на Едгар много по-популярно почти моментално, той получава едва 9 долара за своята публикация.
„Бродуей Джърнъл“ се проваля през 1846 г. По се мести в малка къща в Бронкс, Ню Йорк. Този дом днес е известен като „Къщата на По“. Вирджиния умира там на 30 януари 1847 г. Биографи и критици предполагат, че често срещаната тема за „смъртта на красива жена“ в творбите на По се дължи на загубата на много жени в неговия живот като майка му и съпругата му.
Все по-нестабилен психически след смъртта на Вирджиния, писателят се опитва да ухажва Сара Хелън Уитман, която живее в Провидънс, Род Айлънд. Тяхната връзка се проваля, заради неговото пиянство и непостоянност. Обаче има и силни предположения и доказателства, които водят до заключението, че майката на Сара също се е намесила неблагоприятно във връзката им. След това Едгар По се връща в Ричмънд и отново започва любовна връзка с любимата си от юношеството Сара Елмира Ройстер.

## Смърт
На 3 октомври 1849 г. По е открит на улица в Балтимор „в ужасно състояние и... нуждаещ се от спешна помощ“, според думите на човека, който го намира – Джоузеф У. Уокър. Едгар е отведен до близката болница, където умира в събота, 7 октомври 1849 г. в 5 часа сутринта. Той не успява да се съвземе достатъчно, за да обясни как се е стигнало дотам да е в такова окаяно състояние и, незнайно защо, носи дрехи, които всъщност не са негови. Съобщено е, че Едгар неколкократно извиква името „Рейнолдс“ през нощта преди да умре, макар че е неясно към кого се е обръщал с това име. Някои източници твърдят, че последните думи на По са: „Господ да помогне на бедната ми душа“ (Lord help my poor soul).
Цялата лекарска документация, включително и свидетелството за смърт, са изгубени. Вестниците по това време съобщават за смъртта на писателя като „мозъчна претовареност“ или „интелектуална възбуда“, често срещани тогава евфемизми за смърт поради петнящи репутацията причини като алкохолизъм. Въпреки всичко истинската причина за кончината на Едгар По остава загадка. Често вината за смъртта му е приписвана на алкохол, наркотици, холера, бяс, самоубийство, туберкулоза, сърдечни болести, мозъчно претоварване, епилепсия, сифилис, хидрофобия и други, но нищо не е доказано.
Според една от теориите, още от 1872 г. се смята, че смъртта е причинена от отравяне с алкохол или от прекалена доза упоителни вещества, използвани при принудително гласуване, което се среща често по това време. Дж. Т. Шарф го описва в Хрониките на Балтимор:
| „ | Реформаторското сдружение бе организирано, за да запази сигурността, спокойствието и честността на изборите, които по това време бяха сцена на най-позорното насилие и безредие. В допълнение към обикновените заплашвания, честни мъже, както и нещастни клетници, често биваха сграбчвани и „убеждавани“ в низки бърлоги, упоявани, зашеметявани с уиски и след това разнасяни по урните, за да гласуват в квартал след квартал, докато полицията стоеше безучастна и съдиите си получаваха гласовете. | “ |

Макар че не е доказана, тази теза е използвана и във филма „Смъртта на По“ (The Death of Poe).
Гробът на писателя остава без паметна плоча години наред. Благодарение на усилията на учителката Сара Райс се събира достатъчна сума за изграждането на нов паметник. На 1 октомври 1875 г. тялото на Едгар Алан По е преместено. Тленните останки на съпругата му Вирджиния и майка ѝ също се намират там. На 17 ноември същата година се провежда церемония в чест на Едгар Алън По. Поканени са множество известни поети, но присъства само Уолт Уитман. В чест на По Алфред Тенисън посвещава четиристишие, което бива прочетено на церемонията.

### Мемоарите на Грисуолд
В деня, когато Едгар Алън По е погребан, се появява дълъг некролог в „Ню Йорк Трибюн“ (New York Tribune), подписан от „Лудвиг“. Скоро съобщението е публикувано из цялата страна. Текстът започва:
| „ | Едгар Алън По е мъртъв. Той умря в Балтимор преди два дни. Това известие ще разтревожи мнозина, но малко ще скърбят за него. | “ |

„Лудвиг“ скоро е идентифициран като Руфъс Уилмот Грисуолд, редактор, критик и съставител на антологии, който таи в себе си злоба срещу По още от 1842 г. Грисуолд става литературният палач на По и се опитва да унищожи репутацията на своя враг след смъртта му.
Руфъс Грисуолд пише биографична статия за По, наречена „Мемоарите на писателя“, които добавя в том от избрани творби от 1850 г. Той описва Едгар като покварен, пияница, развален от наркотици луд човек и включва писмата на По като доказателство. Повечето от неговите твърдения са или пълни лъжи, или изопачени полуистини. Например сега се знае, че По не е бил зависим от наркотици. А писмата, представени за доказателства при описанието на По от Руфъс Грисуолд, впоследствие се оказват фалшификати. Всъщност книгата на Грисуолд е осъдена от тези, които добре познават Едгар, но много хора все пак продължават да ѝ вярват. Това се случва отчасти, защото тези мемоари представляват единствената съществуваща тогава пълна биография и са печатани в големи бройки, а отчасти и защото читателите се изпълват с трепет при мисълта да прочетат творбите на един „зъл“ човек.

## Литературен стил и тематика

### Жанрове
Най-известните творби на По са готическите романи – жанр, който той следва, за да задоволи вкуса на публиката. Най-често повтарящите се теми се занимават с въпроси относно смъртта, включително физически знаци, ефектите от разлагането, преждевременното погребение, съживяване на мъртвите и скръбта. Много от неговите творби се считат за част от жанра тъмен романтизъм – литературна реакция срещу трансцендентализма, който По силно ненавижда. Той нарича последователите на това литературно течение „Фрогпондианс“ (от езерцето Фрог в Бостън) и се присмива на техните писания, изпадащи в „неяснота заради самата неяснота“ или в „мистицизъм заради самия мистицизъм“. По веднъж пише в писмо до Томас Холей Чивърс, че ненавижда не трансцендиталистите, а „само преструваните и софистите измежду тях“.
Освен ужаси По пише и сатира, хумористични истории и измислици. За да добави комичен ефект, писателят използва ирония и абсурдна екстравагантност в опит да освободи читателя от културния му конформизъм. Всъщност „Меценгерщайн“ – първият публикуван разказ на По и неговият пръв опит в ужасите, е замислен като бурлеска (пародия), осмиваща популярния жанр. По също преоткрива научната фантастика, отговаряйки в своите творби на новопоявяващите се технологии като балоните с горещ въздух в „Балонът-измислица“.
Едгар По пише повечето свои творби, използвайки определени теми, за да задоволи вкуса на масата. Неговата фантастика често включва елементи от популярни псевдонауки като френологията и физиогномия.

### Литературна теория
Писателският път на Едгар По показва неговите литературни теории, които писателят представя в своя критицизъм, както и в есета като „Принципите на поезията“. Той ненавижда дидактизма и алегорията, макар да смята, че значението в поезията трябва да е поставено скрито под повърхността на творбата. Литература с пряк смисъл, пише той, престава да бъде изкуство. По вярва, че качествената творба трябва да бъде кратка и да се фокусира върху специфичен единичен ефект. Според него писателят трябва да пресмята с внимание всяка емоция и идея. Във „Философия на композицията“, есе, в което По описва своите методи при написването на „Гарванът“, той твърди, че стриктно е следвал посочените методи. Въпреки това остава под въпрос дали наистина е следвал тази система. Т. С. Елиът пише:
| „ | За нас е трудно да четем това есе без да помислим, че ако По е съставил тази поема чрез такива пресмятания, на него щеше да му е доста по-трудно; резултатът не потвърждава метода. | “ |

Биографът Джозеф Ууд Кръч описва есето като „доста високо находчиво упражнение в изкуството на рационализма.“

## Завет

### Литературно влияние
По време на своя живот По е най-известен като литературен критик. Неговият колега критик Джеймс Ръсел Лоуел го нарича „най-проницателния, философски и безстрашен критик на фантастични творби, който някога е писал в Америка“. Лоуел обаче се пита дали По понякога не използва циановодородна киселина вместо мастило. Едгар също е известен като писател на фантастика и става един от първите американски писатели от XIX в., които са по-известни в Европа, отколкото в Щатите. Той е особено почитан във Франция, отчасти заради ранните преводи от Шарл Бодлер. Тези преводи на Бодлер стават окончателни за творбите на По из цяла Европа.
Ранните детективски разкази на По, в които главен герой е измисленият К. Огюст Дюпен, поставят основата за бъдещата детективска проза в литературата. Сър Артър Конан Дойл казва:
| „ | Всеки [от детективските разкази на По] е корен, от който се развива цяла литература... Къде беше детективският разказ преди По да му вдъхне живот? | “ |

Творбите на По също имат влияние върху научната фантастика, особено върху Жул Верн, който пише продължение на романа „Историята на Артър Гордън Пим“, наречен „Антарктическа мистерия“, познат също като „Сфинксът на ледените полета“. Фантастът Хърбърт Уелс отбелязва: 
| „ | Пим разказва това, което един много интелигентен ум би могъл да си представи за Южния полюс преди един век. | “ |

Както при много други хора на изкуството, Едгар привлича безброй имитатори. Един интересен тренд измежду имитаторите на Едгар обаче са твърденията на ясновидци и медиуми, че те „получават“ поеми от духа на По. Една от най-известните сред тези хора е Лизи Дотен, която публикува през 1863 „Поеми от вътрешния живот“, твърдейки, че е „получила“ нови творби от духа на знаменития поет. Тези творби представляват преработки на известни поеми на По като „Звънчета и камбани“, но представят нови позитивни виждания.
Въпреки всичко Едгар По не получава само слава, но и негативна критика. Това се дължи отчасти на отрицателното разбиране за неговия личен характер и влиянието му върху неговата репутация. Уилям Бътлър Йейтс често е критичен към По и дори веднъж го нарича „вулгарен“. Реакцията на Ралф Уолдо Емерсън към „Гарванът“ е: „Не виждам нищо в него“. Емерсън често говори за По като „дрънкащия човек“. Олдъс Хъксли пише, че стила на По „отива към вулгарност“, защото е „твърде поетичен“ – подобно на ефекта от носене на пръстен с диамант на всеки пръст.

### Физика и космология
„Еврика: Прозаична поема“, есе, написано по негови лекции през 1848, включва космологична теория, която предшества теорията на Големия взрив с 80 години, както и първото възможно решение на парадокса на Олберс. Посветено е на немския изследовател Александър фон Хумболт и изучава взаимовръзките между Господ и Вселената. Писателят не прилага научния метод в „Еврика“ и вместо това пише по чиста интуиция. Поради тази причина той смята произведението за изкуство, а не за наука, но все пак настоява, че е истина и счита творбата за шедьовър на своята кариера. Въпреки това, „Еврика“ е пълна с научни грешки. Предположенията на По са в противоречие със законите на Нютон по отношение на плътността и въртенето на планетите. „Еврика: Прозаична поема“ е окачествено от повечето съвременници на По като абсурд.

### Криптография
Писателят проявява голям интерес в полето на криптографията. Той показва своите способности във филаделфийския вестник „Алексанърс Уийкли (Експрес) Месинджър“, където успява да разшифрова множество тайни шифри. През юли 1841 По публикува есе на име „Няколко думи за тайното писане“ в списание „Греъмс Мегъзин“. Осъзнавайки, че публичният интерес по тази тема е голям, той написва „Златният бръмбар“, включвайки шифри като част от разказа. Успехът на По в криптографията се дължи не дотолкова на неговото познание в областта (неговият метод е ограничен до простата заместваща криптограма), колкото на познанието му за културата на вестниците и списанията. Той има развити аналитични способности, които са очевидни в неговите детективски разкази, позволявайки му да види, че голямата публика си няма представа от методите, по които простата заместваща криптограма може да се реши, и използва това като свое предимство. Усещането, което създава със своя криптографски номер, играе голяма роля за популяризирането на криптограмите във вестниците и списанията.
Едгар По има влияние върху криптографията отвъд увеличаващия се публичен интерес по време на своя живот. Уилям Фрийдман, известен американски криптограф, е силно повлиян от По. Първоначалният интерес на Фрийдман към криптографията идва още от дете, когато той прочита „Златният бръмбар“. Този интерес впоследствие бива използван за разрешаването на японския код PURPLE по време на Втората световна война.

## Едгар Алън По днес

### По като литературен герой
Историческата личност Едгар Алън По често се появява като измислен герой, представяйки луд гений или измъчван творец, който експлоатира своите лични борби. Много подобни образи се сливат и с герои от разказите на По, което предполага, че между писателя и героите му има прилики.

### Музеи, къщи-музеи, паметници
Никой дом от детството на По не съществува днес, включително и къщата „Молдова“ на семейство Алън. Най-старият съществуващ дом на писателя в Ричмънд е Олд стоун Хаус, който днес е превърнат в музей на Едгар Алън По, макар писателят никога да не живее там. Колекцията на музея включва много предмети, които Едгар използва по време на престоя си при семейство Алън, а също и няколко редки първи печатни издания на творбите му. Вярва се, че той е използвал общата спалня, докато е бил във Вирджинския университет през 1826. Стаята е запазена и отворена за посетители. Разходите за поддръжката се поемат от група студенти и персонал, познати като „Обществото на Гарвана“.
Най-ранният съществуващ дом, в който По е живял, е в Балтимор, запазен като „Къща музей на Едгар Алън По“. Тук писателят пребивава, когато е на 23, живеейки първоначално с Вирджиния и майка ѝ (както и неговата баба и най-вероятно брат му Уилям Хенри Леонард По). Къщата е отворена за посетители и е седалище на Обществото на Едгар Алън По. От няколкото жилища, където Едгар, съпругата му Вирджиния и майка ѝ Мария наемат във Филаделфия, само последната къща все още съществува. Той живее там през периода 1843 – 1844. Последният дом на По е запазен под името Къща на Едгар Алън По в Бронкс, Ню Йорк.
Други паметници на По включват сграда в Манхатън, Ню Йорк, където По живее временно, когато се премества в Голямата ябълка. Паметна плоча изказва твърдението, че Едгар пише „Гарванът“ тук. В Бостън има паметна плоча в близост до сградата, където По се е родил през 1809 г., но най-вероятно местонахождението ѝ е неточно. Барът, където според недоказани твърдения писателят е пиел преди смъртта си, все още стои в Балтимор, Мериленд. Според местните хора дух, наречен „Едгар“, обитава горните стаи.

### Тайнственият посетител
Мистериозността, която забулва живота, и особено смъртта на Едгар По, продължава да витае и след неговата кончина. От 1949 г. насам, незнаен човек тайно посещава гроба на писателя всяка година на рождената му дата. Тази традиция продължава вече 50 години, поради което е най-вероятно посетителите да са повече от един. Независимо от това, ритуалът е винаги един и същ: всяка година в ранните часове на деня на 19 януари, загадъчната личност вдига тост с коняк при гроба на По и оставя три червени рози..
Членове на Обществото на По в Балтимор спомагат за продължаването на тази традиция вече десетилетия. На 15 август 2007 Сам Порпора, бивш историк в Уестминстърската църква в Балтимор, където е погребан По, твърди, че той е започнал традицията през 60-те години. Порпора настоява, че първоначалното твърдение за започване на традицията през 1949 г. е измислица, за да се съберат пари и да се увеличи доходът на църквата. Неговата история не е потвърдена, но е доказано, че някои от детайлите, които той излага пред пресата, са фактологически неточни.

## Творчество

### Поезия
- „Елдорадо“ (Eldorado, 1827)
- „Сън в съня“ (A Dream Within A Dream, 1827)
- „Тамерлан“ (Tamerlane, 1827)
- „Ал Араф“ (Al Aaraaf, 1829)
- „Сам“ (Alone, 1830)
- „На Елена“ (To Helen, 1831)
- „Градът в морето“ (The City in the Sea, 1831)
- „Червеят завоевател“ (The Conqueror Worm, 1837)
- „Линор“ (Lenore, 1843)
- „Гарванът“ (The Raven, 1845)
- „Улалум“ (Ulalume, 1847)
- „Анабел Ли“ (Annabel Lee, 1849)
- „Звънчета и камбани“ (The Bells, 1849)
- На една в рая (To One in Paradise, 1833)

### Разкази
- „Спускане в Маелстрьом“ (A Descent into the Maelström, 1841)
- „Овалният портрет“ (The Oval Portrait, 1842)
- „Черният котарак“ (The Black Cat, 1843)
- „Лигея“ (Ligeia, 1838)
- „Бъчвата с амонтилядо“ (The Cask of Amontillado, 1846)
- „Уилям Уилсън“ (William Wilson, 1839)
- „Златният бръмбар“ (The Gold-Bug, 1843)
- „Балонът-измислица“ (The Baloon-Hoax, 1844)
- „Истината в случая с господин Валдемар“ (The Facts in the Case of M. Valdemar, 1845)
- „Преждевременното погребение“ (The Premature Burial, 1844)
- „Убийствата на улица Морг“ (The Murders in the Rue Morgue, 1841)
- „Загадката на Мари Роже“ (The Mystery of Marie Rogêt, 1842)
- „Издайническото сърце“ (The Tell-Tale Heart, 1843)
- „Разговор с мумия“ (Some Words with a Mummy, 1845)
- „Маската на алената смърт“ (The Masque of the Red Death, 1842)

### Романи
- „Историята на Артър Гордън Пим“ (The Narrative of Arthur Gordon Pym of Nantucket, 1838)

### Есета
- „Философия на мебелите“ (The Philosophy of Furniture, 1840)
- „Принципите на поезията“ (The Poetic Principle, публикувана посмъртно, 1850)
- „Еврика: Прозаична поема“ (Eureka: A Prose Poem, 1848)

### Пиеси
- „Политик“ (Politian, фрагмент, 1835)

## Допълнително четене
- Raymond Foye (editor) (1980). The Unknown Poe (Paperback ed.). San Francisco, CA: City Lights. ISBN 0-87286-110-4.
- Frederick S. Frank; Anthony Magistrale (1997). The Poe Encyclopedia. Westport, CT: Greenwood Press. ISBN 0-313-27768-0.
- Daniel Hoffman (1998). Poe Poe Poe Poe Poe Poe Poe (Paperback ed.). Baton Rouge, La.: Louisiana State University Press. ISBN 0-8071-2321-8.
- Joseph Wood Krutch (1926). Edgar Allan Poe: A Study in Genius. New York: Alfred A. Knopf.
- Jeffrey Meyers (1992). Edgar Allan Poe: His Life and Legacy (Paperback ed.). New York: Cooper Square Press. ISBN 0-8154-1038-7.
- Arthur Hobson Quinn (1941). Edgar Allan Poe: A Critical Biography. New York: Appleton-Century-Crofts, Inc.. ISBN 0-8018-5730-9.
- Shawn James Rosenheim (1997). The Cryptographic Imagination: Secret Writing from Edgar Poe to the Internet. Baltimore: Johns Hopkins University Press. ISBN 978-0-8018-5332-6.
- Kenneth Silverman (1991). Edgar A. Poe: Mournful and Never-Ending Remembrance (Paperback ed.). New York: Harper Perennial. ISBN 0-06-092331-8.
- Dawn B. Sova (2001). Edgar Allan Poe: A to Z (Paperback ed.). New York: Checkmark Books. ISBN 0-8160-4161-X.
- Terence Whalen (2001). Poe and the American Publishing Industry. in J. Kennedy. A Historical Guide to Edgar Allan Poe. Oxford Oxfordshire: Oxford University Press. ISBN 0-19-512150-3.